# Ủy ban Quy tắc và Quản lý Thượng viện Hoa Kỳ
Ủy ban Quy tắc và Quản lý Thượng viện Hoa Kỳ (tiếng Anh: United States Senate Committee on Rules and Administration) chịu trách nhiệm quản lý các quy tắc của Thượng viện Hoa Kỳ, quản lý các tòa nhà văn phòng quốc hội, và với chứng chỉ và tư cách của các thượng nghị sĩ tại Thượng viện, bao gồm cả trách nhiệm đối với các cuộc bầu cử có tranh chấp. Ủy ban này không quyền lực như ủy ban tương ứng tại Hạ viện, Ủy ban Quy tắc Hạ viện vì nó không tạo ra các cuộc tranh luận cho các đề xuất lập pháp riêng lẻ, vì Thượng viện có truyền thống tranh luận mở. Một số thành viên của ủy ban cũng là thành viên dựa chức của Ủy ban Liên hợp về Thư viện và Ủy ban Liên hợp về In ấn.

## Thành viên của ủy ban trongQuốc hội khóa 117
| Đa số | Thiểu số |
| --- | --- |
| - Amy Klobuchar, Minnesota, Chủ tịch - Dianne Feinstein, California - Chuck Schumer, New York - Mark Warner, Virginia - Patrick Leahy, Vermont - Angus King, Maine - Jeff Merkley, Oregon - Alex Padilla, California - Jon Ossoff, Georgia | - Roy Blunt, Missouri, Thành viên Xếp hạng - Mitch McConnell, Kentucky - Richard Shelby, Alabama - Ted Cruz, Texas - Shelley Moore Capito, Tây Virginia - Roger Wicker, Mississippi - Deb Fischer, Nebraska - Cindy Hyde-Smith, Mississippi - Bill Hagerty, Tennessee |

Ghi chú:
1. ↑  Augus King là chính khách độc lập, nhưng họp kín cùng Đảng Dân chủ

## Chủ tịch Ủy ban

### Ủy ban Chọn lọc về Sửa đổi Quy tắc, 1867–1874
| Tên | Tên              | Đảng     | Tiểu bang    | Nhiệm kỳ  |
| --- | ---------------- | -------- | ------------ | --------- |
|     | Henry B. Anthony | Cộng hòa | Rhode Island | 1867–1871 |
|     | Samuel Pomeroy   | Cộng hòa | Kansas       | 1871–1873 |
|     | Thomas Ferry     | Cộng hòa | Michigan     | 1873–1874 |

### Ủy ban Quy tắc, 1874–1947
| Tên | Tên                 | Đảng     | Tiểu bang      | Nhiệm kỳ  |
| --- | ------------------- | -------- | -------------- | --------- |
|     | Thomas Ferry        | Cộng hòa | Michigan       | 1874–1877 |
|     | James G. Blaine     | Cộng hòa | Maine          | 1877–1879 |
|     | John T. Morgan      | Dân chủ  | Alabama        | 1879–1881 |
|     | William P. Frye     | Cộng hòa | Maine          | 1881–1887 |
|     | Nelson W. Aldrich   | Cộng hòa | Rhode Island   | 1887–1893 |
|     | Joseph CS Blackburn | Dân chủ  | Kentucky       | 1893–1895 |
|     | Nelson W. Aldrich   | Cộng hòa | Rhode Island   | 1895–1899 |
|     | John C. Spooner     | Cộng hòa | Wisconsin      | 1899–1907 |
|     | Philander C. Knox   | Cộng hòa | Pennsylvania   | 1907–1909 |
|     | W. Murray Crane     | Cộng hòa | Massachusetts  | 1909–1913 |
|     | Lee S. Overman      | Dân chủ  | North Carolina | 1913–1919 |
|     | Philander C. Knox   | Cộng hòa | Pennsylvania   | 1919–1921 |
|     | Charles Curtis      | Cộng hòa | Kansas         | 1921–1929 |
|     | George H. Moses     | Cộng hòa | New Hampshire  | 1929–1933 |
|     | Royal S. Copeland   | Dân chủ  | New York       | 1933–1936 |
|     | Matthew M. Neely    | Dân chủ  | West Virginia  | 1936–1941 |
|     | Harry F. Byrd       | Dân chủ  | Virginia       | 1941–1947 |

### Ủy ban Quy tắc và Quản lý, 1947–nay
| Tên | Tên                       | Đảng     | Tiểu bang      | Nhiệm kỳ  |
| --- | ------------------------- | -------- | -------------- | --------- |
|     | C. Wayland Brooks         | Cộng hòa | Illinois       | 1947–1949 |
|     | Carl Hayden               | Dân chủ  | Arizona        | 1949–1953 |
|     | William E. Jenner         | Cộng hòa | Indiana        | 1953–1955 |
|     | Theodore F. Green         | Dân chủ  | Rhode Island   | 1955–1957 |
|     | Thomas C. Hennings, Jr.   | Dân chủ  | Missouri       | 1957–1960 |
|     | Mike Mansfield            | Dân chủ  | Montana        | 1960–1963 |
|     | B. Everett Jordan         | Dân chủ  | North Carolina | 1963–1973 |
|     | Howard W. Cannon          | Dân chủ  | Nevada         | 1973–1978 |
|     | Claiborne Pell            | Dân chủ  | Rhode Island   | 1978–1981 |
|     | Charles McC. Mathias, Jr. | Cộng hòa | Maryland       | 1981–1987 |
|     | Wendell H. Ford           | Dân chủ  | Kentucky       | 1987–1995 |
|     | Ted Stevens               | Cộng hòa | Alaska         | 1995      |
|     | John W. Warner            | Cộng hòa | Virginia       | 1995–1999 |
|     | Mitch McConnell           | Cộng hòa | Kentucky       | 1999–2001 |
|     | Christopher Dodd          | Dân chủ  | Connecticut    | 2001      |
|     | Mitch McConnell           | Cộng hòa | Kentucky       | 2001      |
|     | Christopher Dodd          | Dân chủ  | Connecticut    | 2001–2003 |
|     | Trent Lott                | Cộng hòa | Mississippi    | 2003–2007 |
|     | Dianne Feinstein          | Dân chủ  | California     | 2007–2009 |
|     | Chuck Schumer             | Dân chủ  | New York       | 2009–2015 |
|     | Roy Blunt                 | Cộng hòa | Missouri       | 2015–2017 |
|     | Richard Shelby            | Cộng hòa | Alabama        | 2017–2018 |
|     | Roy Blunt                 | Cộng hòa | Missouri       | 2018–2021 |
|     | Amy Klobuchar             | Dân chủ  | Minnesota      | 2021–nay  |